# West Memphis Three
De West Memphis Three (lett.: De Drie van West Memphis) zijn drie mannen die als tieners werden veroordeeld voor de moord op drie jongens in West Memphis in de Amerikaanse staat Arkansas in 1993.
- Damien Echols werd veroordeeld tot de doodstraf;
- Jessie Misskelley, Jr. werd veroordeeld tot levenslang plus twee keer 20 jaar;
- Jason Baldwin werd veroordeeld tot levenslang.

Het openbaar ministerie stelde tijdens de rechtszaak dat de kinderen waren vermoord in een satanisch ritueel. Er zijn een aantal documentaires gemaakt over de rechtszaak en verschillende Amerikaanse beroemdheden en muzikanten hebben inzamelingsacties gehouden omdat ze ervan overtuigd waren dat de drie tieners onschuldig waren.
In juli 2007 werd er nieuw forensisch bewijs naar voren gebracht en gaven de advocaten van de drie verdachten samen een persbericht uit: "Hoewel het grootste gedeelte van het genetisch materiaal dat op de plaats delict werd aangetroffen van de slachtoffers was, is er ook materiaal aangetroffen dat noch van de slachtoffers, noch van de beschuldigden is." Op 29 oktober 2007 diende de verdediging een Second Amended Writ of Habeas Corpus in, waarin het nieuwe bewijs werd aangeleverd.
In 2010 besloot het Hooggerechtshof van Arkansas dat er een nieuwe rechtszaak mocht plaatsvinden op basis van het nieuw gevonden DNA. De West Memphis Three onderhandelden voor strafvermindering. Op 19 augustus 2011, voerden ze het zogenaamde Alford-pleidooi, waarin ze hun onschuld konden volhouden hoewel ze toegaven dat het OM genoeg bewijs had om ze te veroordelen. Rechter David Laser accepteerde de pleidooien en veroordeelde ze tot hun gediende tijd. Ze werden vrijgelaten met 10 jaar voorwaardelijk en hadden 18 jaar en 78 dagen in de gevangenis gezeten.

## Het misdrijf
Drie achtjarige jongens —Steve Branch, Michael Moore en Christopher Byers— werden op 5 mei 1993 opgegeven als vermist. De eerste aangifte bij de politie werd gedaan door de adoptievader van Byers, John Mark Byers, rond 19:00. De jongens werden voor het laatst samen gezien door drie buurtbewoners, die in hun verklaring aangaven dat ze de jongens samen hadden zien spelen rond 18:30 op de avond van hun verdwijning. Ze gaven ook aan dat ze Terry Hobbs, de stiefvader van Steve Branch, de jongens had zien roepen om naar huis te komen. De eerste zoektochten door de politie die avond waren beperkt. Vrienden en buurtbewoners begonnen die avond ook een zoektocht, waarbij ze ook vluchtig de plaats waar de lichamen later werden gevonden, bezochten.
Een grondige zoektocht door de politie begon om 8:00 's ochtends op 6 mei. De zoektocht liep door heel West Memphis maar richtte zich voornamelijk op Robin Hood Hills, de plek waar de jongens voor het laatst werden gezien. De jongens werden niet gevonden, hoewel de zoekers schouder-aan-schouder door Robin Hood Hills zochten.
Rond 13:45 zag reclasseringsambtenaar Steve Jones een zwarte jongensschoen drijven in een modderig beekje dat naar een afwateringskanaal in Robin Hood Hills liep. Daarop werd het kanaal grondig doorzocht en werden de lichamen van de drie jongens gevonden. Ze waren volledig ontkleed en hun enkels waren achter hun rug om vastgebonden aan hun polsen met hun eigen schoenveters. Hun kleren werden in de beek gevonden; sommige kledingstukken waren om stokken gewikkeld die in het modderige rivierbed waren gestoken. De kleren waren binnenstebuiten gekeerd; twee onderbroeken zijn nooit teruggevonden. Christopher Byers had scheuren op verschillende plaatsen op zijn lichaam en zijn scrotum en penis waren gemutileerd.
De autopsieën, gedaan door patholoog Frank J. Peretti, wezen uit dat Byers was overleden ten gevolg van "meerdere verwondingen", terwijl Moore en Branch waren overleden ten gevolg van "meerdere verwondingen en verdrinking".
De politie vermoedde aanvankelijk dat de drie jongens waren verkracht; maar hier werd door experts later aan getwijfeld, hoewel er wel sporen van sperma werden gevonden op een broek die werd gevonden op de plaats delict.
Byers was het enige slachtoffer die medicijnen in zijn systeem had; hij kreeg in januari 1993 Ritalin voorgeschreven ter behandeling van ADHD. In het oorspronkelijke autopsierapport stond dat het ging om Carbamazepine en dat er een lagere dosering in zijn systeem zat dan was voorgeschreven. John Mark Byers heeft gezegd dat Christopher Byers zijn medicijnen mogelijk niet had ingenomen op 5 mei 1993.

## Slachtoffers

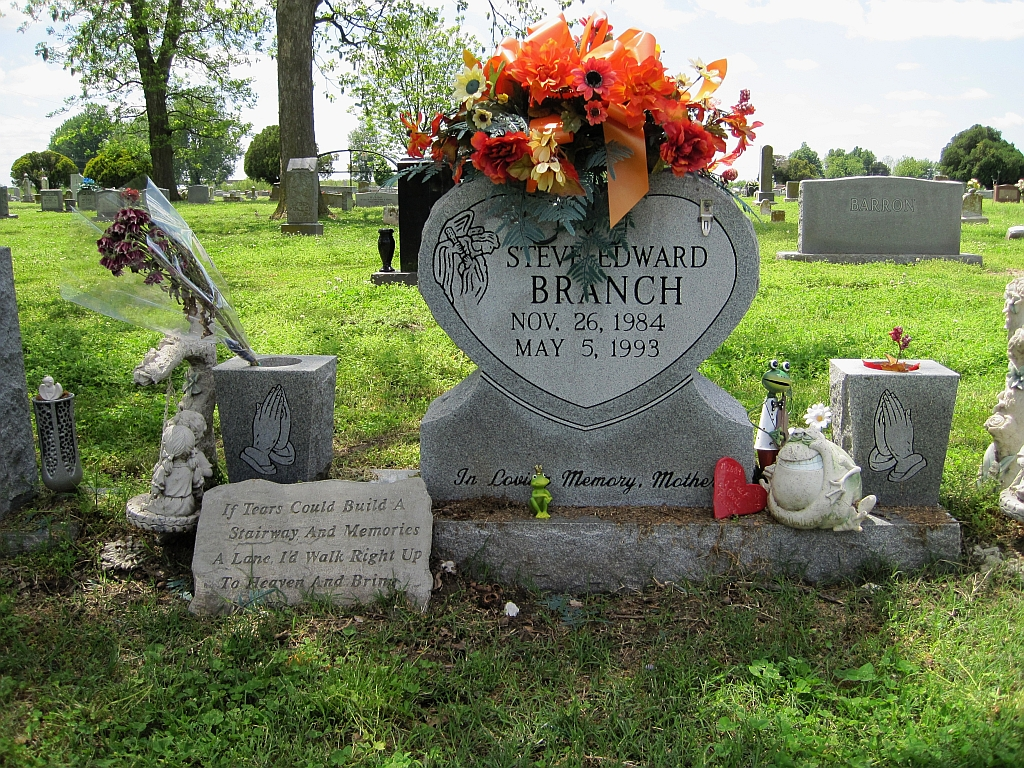
Graf van Stevie Branch

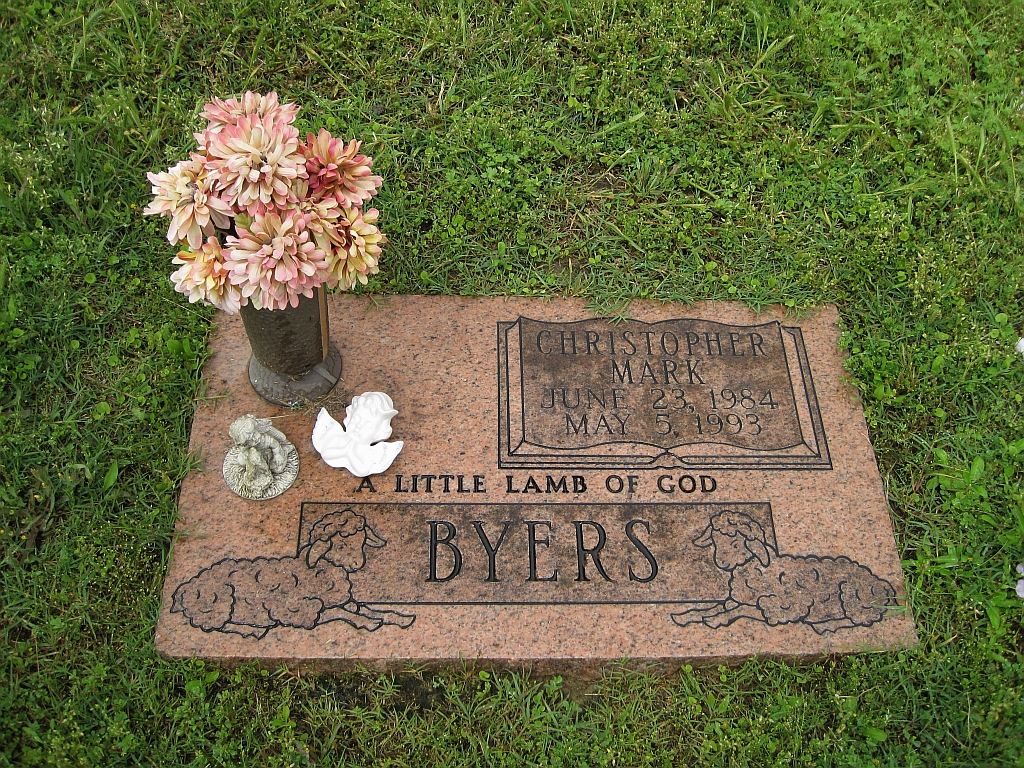
Graf van Christopher Byers

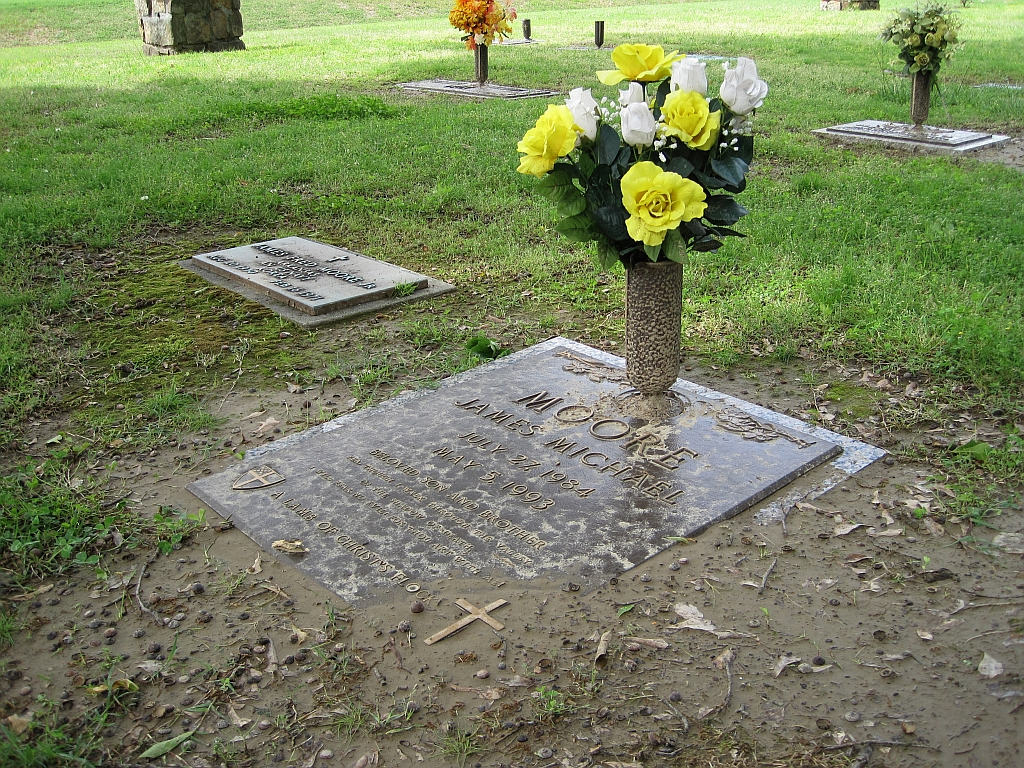
Graf van Michael Moore

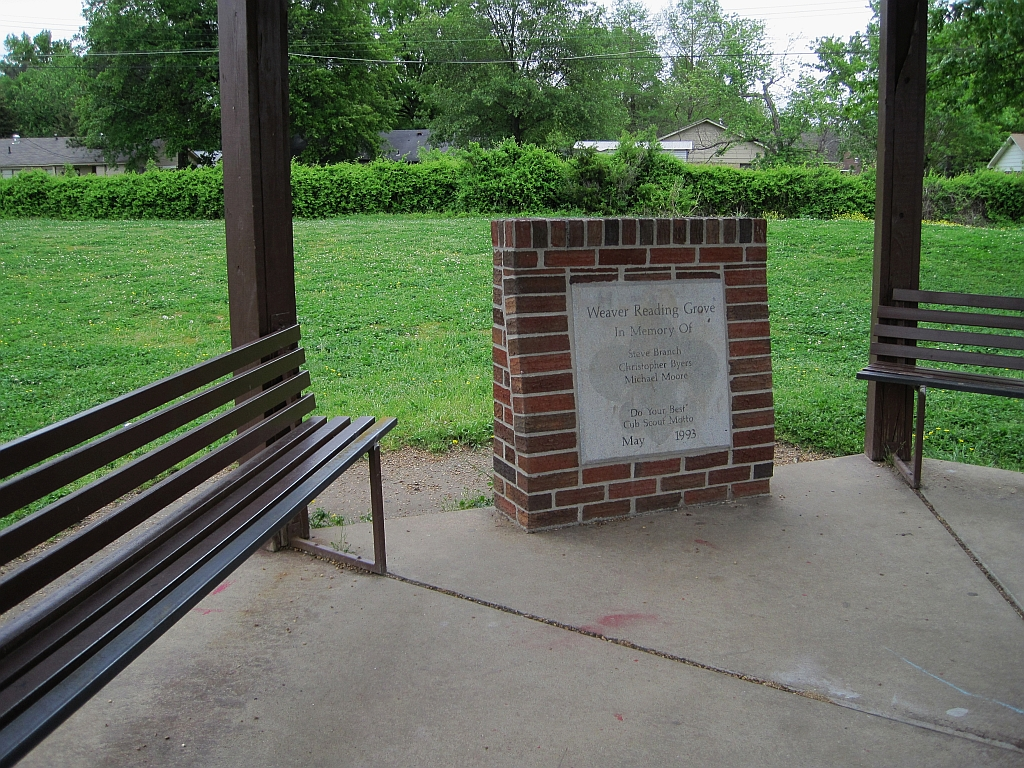
Gedenksteen voor de drie slachtoffers

Stevie Edward Branch, Christopher Byers en Michael Moore zaten alle drie in groep 4 op Weaver Elementary School. Ze hadden ook alle drie de rang "Wolf" behaald in de lokale scouting en waren beste vrienden.

### Steve Edward Branch
Stevie Branch (26 november 1984 – 5 mei 1993) was de zoon van Steven en Pamela Branch, die waren gescheiden toen hij een baby was. Zijn moeder kreeg de voogdij en hertrouwde later met Terry Hobbs. Branch was acht jaar oud, 1 meter 27 lang, woog 29 kilo en had blond haar. Hij werd het laatst gezien met een blauwe spijkerbroek en een wit T-shirt, en hij had een zwart met rode fiets. Hij haalde hoge cijfers. Hij woonde met zijn moeder, Pamela Hobbs, zijn stiefvader, Terry Hobbs, en een vierjarig halfzusje, Amanda. Steve Edward Branch werd begraven op begraafplaats Mount Zion Cemetery in Steele, Missouri.

### Christopher Mark Byers
Christopher Byers (23 juni 1984 – 5 mei 1993) was de zoon van Melissa DeFir en Ricky Murray. Zijn ouders scheidden toen hij vier jaar oud was en niet veel later trouwde zijn moeder met John Mark Byers, die het jongetje adopteerde. Byers was acht jaar oud, 1 meter 22 lang, woog 23,5 kg en had lichtbruin haar. Hij werd voor het laatst gezien met een blauwe spijkerbroek en een wit T-shirt met lange mouwen. Hij woonde met zijn moeder, Sharon Melissa Byers, zijn stiefvader, John Mark Byers en zijn stiefbroer Shawn Ryan Clark, die 13 jaar oud was. Volgens zijn moeder was Christopher een normale 8-jarige jongen. "Hij geloofde nog in de Paashaas en de Kerstman." Christopher Mark Byers ligt begraven op begraafplaats Forest Hill Cemetery East in Memphis, Tennessee.

### James Michael Moore
Michael Moore (27 juli 1984 – 5 mei 1993) was de zoon van Todd en Dana Moore. Hij was acht jaar oud, 1 meter 27 lang, woog 25 kg en had bruin haar. Hij werd voor het laatst gezien met een blauwe broek, een blauw T-shirt van de Boy Scouts of America en een oranje en blauwe pet van de Boy Scouts. Hij reed op een lichtgroene fiets. Moore droeg zijn scoutinguniform vaker als hij niet op de scouting was. Hij werd gezien als de leider van de drie. Hij woonde met zijn ouders en zijn negenjarige zus, Dawn. James Michael Moore ligt begraven op de begraafplaats Crittenden Memorial Park Cemetery in Marion, Arkansas.

### Gedenksteen voor de slachtoffers
In 1994 werd er een gedenksteen gelegd voor de slachtoffers op de speelplaats van de Weaver Elementary School in West Memphis, waar de drie jongens naar school gingen. In mei 2013 werd de gedenksteen onderhouden ter ere van de 20-jarige herdenking van de moorden.

## Verdachten

### Baldwin, Echols en Misskelley
Toen ze werden gearresteerd was Jessie Misskelley, Jr. 17 jaar oud, Jason Baldwin 16 jaar oud en Damien Echols 18 jaar oud.
Baldwin en Echols waren eerder al veroordeeld voor respectievelijk vandalisme en winkeldiefstal en Misskelley stond bekend om zijn korte lont en was meerdere malen betrokken bij vechtpartijen met zijn klasgenoten. Misskelley en Echols gingen niet meer naar school, maar Baldwin haalde hoge cijfers en had een talent voor tekenen en schetsen. Een van zijn leraren had hem aangeraden grafische vormgeving te gaan studeren. Echols en Baldwin waren goede vrienden en hadden dezelfde smaak muziek en fictie en deelden hun afkeer tegen het culturele klimaat van West Memphis, gelegen in de behoudend christelijke Biblebelt. Baldwin en Echols kenden Misskelley van school maar waren niet echt vrienden met hem.
Echols' familie was arm en kreeg regelmatig bezoeken van maatschappelijk werkers. Echols ging zelden naar school. Samen met een vriendin was hij op een gegeven moment weggelopen en tijdens een storm hadden de twee ingebroken in een woonwagen; ze werden gearresteerd, maar alleen Echols werd aangeklaagd voor inbraak.

Echols werd meerdere maanden opgenomen in een psychische instelling in Arkansas en hij werd daarna als "volledig onbekwaam" beoordeeld door de Social Security Administration. Tijdens de rechtszaak tegen Echols verklaarde dr. George W. Woods (voor de verdediging) dat Echols leed aan:
... een ernstige psychische aandoening, gekenmerkt door grandiositeits- en achtervolgingswanen, auditieve en visuele hallucinaties, gestoorde denkprocessen, ernstig beperkt inzicht en chronische, ernstige stemmingswisselingen.
Na de veroordeling tot de doodstraf, verklaarde de psycholoog van Echols dat hij in de maanden voor de moorden had aangegeven dat hij superkrachten had gekregen door het drinken van menselijk bloed. Ten tijde van zijn arrestatie werkte Echols parttime bij een dakbedekkingsbedrijf en was hij in verwachting van zijn eerste kind met zijn vriendin Domini Teer.

### Chris Morgan en Brian Holland
Vroeg in het onderzoek werden twee andere tieners uit West Memphis verdacht. Chris Morgan en Brian Holland, beiden met een geschiedenis van drugsgebruik, waren plotseling vertrokken richting Oceanside, Californië, vier dagen nadat de lichamen werden ontdekt. Men ging ervan uit dat Morgan alle drie de jongens in ieder geval kende, aangezien hij eerder een ijswagen had gehad en daarmee in de buurt waar de kinderen woonde rondreed.
Morgan en Holland werden op 17 mei 1993 gearresteerd in Oceanside en legden beiden leugendetectortests af bij de politie in Californië. De resultaten van beide mannen gaven aan dat ze logen toen ze enige betrokkenheid met de misdrijven ontkenden. In het verhoor dat volgde op de tests, verklaarde Morgan dat hij een lange geschiedenis van drugs- en alcoholmisbruik had en dat hij als gevolg daarvan aan geheugenverlies leed. Hij verklaarde dat hij "mogelijk" de slachtoffers had vermoord, maar trok dat deel van zijn verklaring snel in.
De politie in Californië zond bloed- en urinemonsters van Morgan en Holland naar West Memphis, maar het lijkt erop dat de politie in West Memphis de twee niet verder heeft onderzocht na hun aanhouding in Californië. Over de relevantie van de ingetrokken verklaring van Morgan werd later gediscussieerd in de rechtszaak, maar dit mocht uiteindelijk niet aangevoerd werden als bewijs.

### "Mr. Bojangles"
Aan het begin van de rechtszaak tegen Misskelley werd gezegd dat een zwarte man mogelijk verdacht was van de moorden. Volgens politieagenten hadden werknemers van het lokale Bojanglesrestaurant, op ongeveer 1,5 km van de plaats delict in Robin Hood Hills een zwarte man gezien die "psychisch in de war" leek te zijn in het vrouwentoilet op 5 mei 1993, de avond van de verdwijning, om 20:42. De man bloedde en er zat bloed aan de muren van het toilet. Agent Regina Meeks reageerde op het bericht en nam de verklaring van de manager af door het raam van de drive-in. Tegen die tijd was de man al verdwenen en de politie is die avond het toilet niet binnengegaan.
De dag nadat de lichamen werden gevonden, rapporteerde de manager van Bojangles, Marty King, het incident aan de politie, omdat hij dacht dat de bloederige man mogelijk betrokken was bij de moord op de kinderen. King gaf de agenten een zonnebril die de man mogelijk had achtergelaten en de agenten namen bloedmonsters van de muren van het toilet. Rechercheur Bryn Ridge verklaarde dat hij de bloedmonsters later was kwijtgeraakt. Een haar van een zwarte man werd later gevonden op een laken dat om een van de slachtoffers zat gewikkeld.

## Onderzoek

### Bewijs en verhoor
Politieagenten James Sudbury en Steve Jones vonden dat het misdrijf tekenen van een "cult"-ritueel vertoonde en dat Damien Echols mogelijk een verdachte was omdat hij geïnteresseerd was in occultisme. Jones dacht dat Echols in staat was om kinderen te vermoorden. Echols werd door de politie verhoord op 7 mei, twee dagen nadat de lichamen gevonden werden. In een leugendetectortest ontkende hij iets met de moorden te maken te hebben. De afnemer van de test verklaarde dat Echols niet de waarheid had verteld. Op 9 mei, in een formeel verhoor met rechercheur Bryn Ridge, noemde Echols dat een van de slachtoffers verwondingen had op zijn genitaliën; deze kennis werd later gezien als belastend.
Na een maand met maar weinig schot in de zaak, richtte de politie zich vooral op Echols. Hij werd vaker verhoord dan alle andere verdachten en getuigen. Ze zeiden echter dat hij slechts een bron van informatie was, geen verdachte.
Op 3 juni verhoorde de politie Jessie Misskelley, Jr. Ondanks zijn IQ van 72 (op de grens met verstandelijke beperking) en zijn status als minderjarige, werd Miskelley alleen verhoord — zijn ouders waren niet aanwezig tijdens het verhoor. De vader van Misskelley gaf zijn zoon wel toestemming om met de politie mee te gaan, maar niet om ondervraagd of verhoord te worden. Misskelley werd ongeveer 12 uur lang ondervraagd. Slechts twee segmenten, samen 46 minuten, werden opgenomen. Tijdens de ondervraging beschuldigde hij de Echols en Baldwin van de moorden. Misskelley herriep zijn bekentenis al snel en verklaarde te zijn geïntimideerd, gedwongen en bedreigd door de politie. Misskelley zei daarnaast expliciet "bang te zijn voor de politie" tijdens zijn bekentenis.
Hoewel hem was gezegd dat hij het recht tot zwijgen had, gaf Misskelley later aan dat hij niet goed begreep wat dit inhield. In 1996 bepaalde het Hooggerechtshof van Arkansas dat zijn bekentenis vrijwillig was en dat hij zijn rechten wel goed begrepen had. Delen van de verklaringen van Misskelley aan de politie werden uitgelekt en verschenen in een lokale krant voordat de rechtszaak begonnen was.
Kort na de eerste bekentenis van Misskelley werden Echols en zijn goede vriend Baldwin gearresteerd. Acht maanden na zijn oorspronkelijke bekentenis, op 17 februari 1994, had Misskelley nog een verklaring afgelegd aan de politie. Zijn advocaat, Dan Stidham, was aanwezig en adviseerde hem niks te zeggen. Misskelley negeerde dit advies en sprak in detail over hoe de jongens waren vermoord en mishandeld. Stidham schreef later een uitgebreid kritiek op de fouten van de politie tijdens het onderzoek.

### Vicki Hutcheson
Vicki Hutcheson, een nieuwe inwoonster van West Memphis, zou een grote rol spelen in het onderzoek, hoewel ze later haar verklaring herriep. Ze beweerde dat ze haar verklaringen had verzonnen deels omdat ze onder druk werd gezet door de politie.
Op 6 mei 1993 (voordat de lichamen later die dag werden gevonden), nam Hutcheson een leugendetectortest af bij rechercheur Don Bray in Marion, om vast te stellen of ze geld had gestolen van haar werk in West Memphis. Hutchesons zoon, Aaron, was ook aanwezig en zorgde voor te veel afleiding, zodat de test niet kon worden afgenomen. Aaron, die soms met de jongens speelde, zei tegen Bray dat ze waren vermoord in "het speelhuis". Toen de lichamen werden gevonden in de buurt van waar Aaron had aangegeven, vroeg Bray hem om meer informatie, waarop Aaron verklaarde dat hij getuige was geweest van de moorden, die waren gepleegd door satanisten die Spaans spraken. De rest van Aarons verklaringen waren zeer inconsistent en hij kon Baldwin, Echols en Misskelley niet aanwijzen op politiefoto's. Ook was er geen "speelhuis" op de locatie die Aaron had aangegeven. Delen van Aarons verklaringen werden door een politieagent uitgelekt aan de pers, waardoor het vermoeden dat het ging om satanische rituelen in de gemeenschap sterk groeide.
Op of rond 1 juni 1993, stemde Hutcheson in microfoons te plaatsen in haar huis tijdens een ontmoeting met Echols. Misskelley stemde in Hutcheson voor te stellen aan Echols. Hutcheson verklaarde dat Echols tijdens hun gesprek geen belastende uitspraken had gedaan. De politie zei dat de opnames "onverstaanbaar" waren, maar Hutcheson zei dat dit niet waar is. Op 2 juni 1993 vertelde Hutcheson aan de politie dat ze, samen met Echols en Misskelley, een Wiccabijeenkomst had bijgewoond in Turrell, Arkansas, twee weken na de moorden. Hutcheson beweerde dat een dronken Echols tijdens die bijeenkomst openlijk opschepte over de moorden op de drie jongetjes. Misskelley werd voor het eerst verhoord op 3 juni 1993, een dag na de verklaring van Hutcheson. Hutcheson kon zich de locatie van de bijeenkomst niet herinneren en wist ook geen namen te geven van andere mensen die de bijeenkomst hadden bijgewoond. Hutcheson werd niet veroordeeld voor diefstal. Ze verklaarde dat ze Echols en Misskelley had genoemd om onder haar veroordeling uit te komen en om een beloning te krijgen voor het vinden van de moordenaars.

## Rechtszaken
Misskelley kreeg een aparte rechtszaak, terwijl Echols en Baldwin samen terechtstonden in 1994. De verklaring van Misskelley kon niet worden toegestaan tegen zijn medeverdedigden, dus hij kreeg een aparte rechtszaak. Alle drie de verdachten hielden vol onschuldig te zijn.

### Rechtszaak van Misskelley
Tijdens de rechtszaak van Misskelley, verklaarde dr. Richard Ofshe, een expert op het gebied van valse bekentenissen en dwang en professor in de sociologie aan UC Berkeley, dat de korte opnames van het verhoor van Misskelley een "klassiek voorbeeld" waren van dwang door de politie. Critici hebben ook gezegd dat de verschillende "bekentenissen" van Misskelley op verschillende gebieden inconsistent zijn met elkaar en dat ze ook niet klopten met bepaalde details wat betreft de plaats delict en de slachtoffers, waaronder (bijvoorbeeld) een "bekentenis" dat Misskelley "toezag hoe Damien een van de jongens verkrachtte". De politie had eerder vermoed dat de slachtoffers waren verkracht omdat hun anussen waren uitgezet. Er was echter geen forensisch bewijs dat de jongens daadwerkelijk verkracht waren. Uitzetting van de anus is een gebruikelijk post mortem symptoom.
Op 5 februari 1994, werd Misskelley door een jury veroordeeld voor één keer moord in de eerste graad en twee keer moord in de tweede graad. Hij werd veroordeeld tot levenslang plus 40 jaar gevangenisstraf. Hij ging in beroep, maar de straf werd door het Hooggerechtshof bevestigd.

### Rechtszaak van Echols en Baldwin
Drie weken later stonden Echols en Baldwin terecht. Het OM beschuldigde de twee van het plegen van satanische moorden. Dale W. Griffis werd door het OM opgeroepen om tegen de twee te getuigen als expert in het occulte, om te bewijzen dat het ging om een satanisch ritueel. Op 19 maart 1994 werden Echols en Baldwin schuldig bevonden van moord. Echols werd veroordeeld tot de doodstraf en Baldwin tot een levenslange gevangenisstraf.
De verdediging argumenteerde dat Echols wist van de mutilatie dankzij nieuwsberichten die naar buiten waren gebracht en Echols zei dat zijn kennis beperkt was tot dat wat "op tv" was geweest.
Het OM vond echter dat de kennis die Echols had te veel gelijkenis had met de feiten en dat er in de media nooit was gerapporteerd over verdrinking of over dat een van de slachtoffers meer gemutileerd was dan de anderen. Echols verklaarde dat de beschrijving van rechercheur Ridge van een eerder gesprek dat de twee over die specifieke details hadden gevoerd en dat niet was opgenomen niet klopte (en zelfs dat sommige uitspraken van Ridge "leugens" waren). Mara Leveritt, een journalist, zegt dat de informatie waarover Echols beschikte mogelijk afkomstig was van uitgelekte politierapporten, zoals opmerkingen van rechercheur Gitchell tegen Mark Byers. De verdediging wilde niet dat het OM Echols zou ondervragen over zijn agressieve gedrag in het verleden, maar de rechter stond dit toch toe.

## Nasleep

### Kritiek op het onderzoek
Er is veel kritiek geweest op de manier waarom de politie is omgegaan met de plaats delict. Misskelley's voormalige advocaat Dan Stidham noemt meerdere grove fouten van de politie op de plaats delict en omschreef het als "letterlijk vertrapt, met name de bedding van de beek". De lichamen waren volgens hem uit het water gehaald voordat de lijkschouwer ter plaatse was om de plaats delict te inspecteren en de ontwikkeling van lijkstijfheid vast te stellen. De rottende lichamen lagen in de zon en waren blootgesteld aan insecten. De lijkschouwer werd pas bijna twee uur na het vinden van de drijvende schoen gebeld, waardoor hij pas laat ter plaatse kon zijn. De agenten hadden de beek niet op tijd laten leeglopen om mogelijk bewijs uit het water te halen; er werd wel een dam gebouwd met zandzakken nadat de lichamen uit het water waren gehaald.
Stidham noemde de lijkschouwing ook "extreem ondermaats". Er was een kleine hoeveelheid bloed gevonden op de plaats delict, maar dat is nooit onderzocht. Volgens de HBO-documentaires Paradise Lost: The Child Murders at Robin Hood Hills (1996) en Paradise Lost 2: Revelations (2000) werd er geen bloed gevonden op de plaats delict, wat erop zou kunnen wijzen dat de locatie waar de lichamen werden gevonden niet per se de locatie was waar de jongens waren vermoord. Na het aanvankelijke onderzoek liet de politie informatie uitlekken waardoor er hevig werd gespeculeerd over de plaats delict.
Leveritt zei: "De politierapporten waren een rotzooi. Het zou te voorzichtig zijn om ze een rommeltje te noemen." Leveritt vermoedde dat de plaatselijke politie van het dorp overrompeld was door het misdrijf, dat in geen enkele zin leek op iets wat ze al eerder had gezien. De politie weigerde hulp van de experts van de staatspolitie van Arkansas, vermoedelijk omdat de politie van West Memphis verdacht werd van het stelen van het drugsteam van Crittenden County. Leveritt zei verder dat een deel van het fysieke bewijs werd bewaard in papieren zakken van een lokale supermarkt (met de naam van de supermarkt erop) en niet in speciale, geverifieerde containers.
Toen de politie aan het speculeren was over de mogelijke dader, zei de jeugdreclasseringsambtenaar die hielp bij de plaats delict dat Echols mogelijk "in staat was" zulke moorden te plegen. Hij zei verder "het lijkt erop dat Damien Echols eindelijk iemand vermoord heeft".
Brent Turvey, een forensisch wetenschapper en profiler, zei in de documentaire Paradise Lost 2 dat er mogelijk menselijke beetafdrukken waren gezien op ten minste een van de slachtoffers. Deze afdrukken werden echter pas jaren later ontdekt op de originele foto's en werden pas vier jaar na de rechtszaak verder onderzocht door een patholoog-anatoom. De expert van defensie zei dat dit geen afdruk was van een volwassene, terwijl experts van de staat zeiden dat er helemaal geen afdrukken waren. De experts van de staat hadden de lichamen zelf onderzocht, de andere alleen de foto's. Na verder onderzoek werd vastgesteld dat, als het inderdaad om beetafdrukken ging, deze in ieder geval niet door een van de drie verdachten waren achtergelaten.

## Beroep en nieuw bewijs
In mei 1994 gingen de drie verdachten in beroep tegen de uitspraak; de veroordelingen bleven echter staan.
In 2007 vroeg Echols een nieuw proces aan, gebaseerd op een wet die het toestond om nieuw DNA-bewijs dankzij de technologische vooruitgang sinds 1994 te gebruiken om de naam van onterecht beschuldigde gevangenen te zuiveren. De oorspronkelijke rechter, David Burnett, stond de presentatie van dit bewijs in zijn rechtszaal echter niet toe. Deze uitspraak werd door het Hooggerechtshof van Arkansas verworpen voor alle drie de verdachten op 4 november 2010.

### Mes van John Mark Byers (1993)
John Mark Byers, de adoptievader van slachtoffer Christopher Byers, gaf een mes aan cameraman Doug Cooper, die samenwerkte met Joe Berlinger en Bruce Sinofsky voor het filmen van de eerste Paradise Lost-film. Het ging om een inklapbaar jachtmes, gemaakt door Kershaw. In verklaringen van Berlinger en Sinofsky, informeerde Cooper hen dat hij het mes had gekregen op 19 december 1993. Nadat de crew van de documentaire terug was gekeerd naar New York, vonden Berlinger en Sinofsky iets op het mes wat leek op een bloedvlek. Directeuren bij HBO droegen hen op het mes terug te geven aan de politie van West Memphis. Zij kregen het mes pas op 8 januari 1994.
Byers zei eerst dat het mes nooit was gebruikt. Nadat er bloed op het mes werd gevonden, zei Byers echter dat hij het slechts één keer had gebruikt, om hertenvlees mee te snijden. Toen hij hoorde dat het bloed overeenkwam met zijn type en dat van Chris, zei Byers dat hij geen idee had hoe dat bloed op het mes terecht had kunnen komen. Tijdens zijn verhoor suggereerde de politie dat Byers het mes misschien per ongeluk ergens had laten liggen en Byers ging hierin mee. Byers verklaarde later dat hij mogelijk zijn eigen duim had gesneden met het mes. Verder onderzoek leverde geen bewijs op over de oorsprong van het bloed. Dit kwam vanwege de kleine hoeveelheid bloed en omdat zowel John Mark Byers als Chris Byers hetzelfde HLA-DQα-genotype had.
Byers stemde in met een leugendetectortest tijdens het filmen van Paradise Lost 2: Revelations en hij slaagde hiervoor, maar in de documentaire wordt gezegd dat Byers verschillende psychoactieve geneesmiddelen had gebruikt die een invloed zouden kunnen hebben gehad op zijn resultaten.

### Mogelijke tandafdrukken (1996–1997)
Na de veroordeling leverden Echols, Misskelley en Baldwin tandafdrukken in. Deze werden vergeleken met de beetafdrukken die werden gevonden op het voorhoofd van Stevie Branch, die niet genoemd waren in het oorspronkelijke autopsierapport of in de rechtszaken. Er werden geen overeenkomsten gevonden. John Mark Byers had zijn gebit in 1997 laten verwijderen, na de eerste rechtszaken, maar voordat er afdrukken van konden worden gemaakt. De redenen die hij opgaf voor het laten verwijderen van zijn gebit zijn tegenstrijdig. Hij zei zowel dat zijn medicatie voor epilepsie leidde tot een parodontose ziekte, als dat hij al jaren last had van verschillende soorten problemen met zijn tanden en hij zijn gebit daarom had laten verwijderen.
Een expert vond een mogelijke afdruk van een riemgesp op het lichaam van Byers en Byers, Sr. gaf hierop aan dat hij zijn stiefzoon vlak voor zijn verdwijning billenkoek had gegeven.

### Herroeping van Vicki Hutcheson (2003)
In oktober 2003 gaf Vicki Hutcheson, die een rol had gespeeld in de arrestatie van Misskelley, Echols en Baldwin, een interview aan de Arkansas Times waarin ze zei dat alles wat ze tegen de politie had gezegd verzonnen was. Ze beweerde bovendien dat de politie had gedreigd haar kind bij haar weg te halen als ze niet zou meewerken aan het onderzoek. Ze zei dat de politie foto's van Echols, Baldwin en Misskelley aan de muur had hangen en dat ze die gebruikten als dartborden. Ze beweerde ook dat een audio-opname waarvan de politie had gezegd dat deze "onverstaanbaar" was (en die ze uiteindelijk kwijt waren geraakt) volkomen verstaanbaar was en geen belastend bewijs bevatte.

### DNA-tests en nieuw bewijs (2007)
In 2007 werd DNA-bewijs dat was gevonden op de plaats delict onderzocht. Er was geen overeenkomst met het DNA van Echols, Baldwin of Misskelley. Een haar die "niet tegenstrijdig" was met dat van de stiefvader van Stevie Branch, Terry Hobbs, werd gevonden in een knoop die was gebruikt om een van de slachtoffers vast te binden. Het OM zei over het nieuwe bewijs: "De staat staat achter haar veroordeling van Echols en zijn medeverdachten", hoewel ze toegaven dat het DNA niet overeenkwam. Een verklaring van Pamela Hobbs van 5 mei 2009 geeft aan dat "een haar overeenkomstig was met dat van een vriend [van Terry], David Jacoby" (punt 16) en:
"17. Daarnaast vonden mijn zus Jo Lynn McCauhey en ik na de Moorden een mes in het nachtkastje van Terry dat Stevie altijd bij zich droeg en waarvan ik dacht dat hij het bij zich had toen hij stierf. Het was een zakmes dat Stevie van mijn vader had gekregen en Stevie was dol op dat mes. Ik was geschokt toen ik hoorde dat de politie het niet bij hem had gevonden toen ze zijn lichaam aantroffen. Ik dacht altijd dat de moordenaar het mes had meegenomen. Ik kon niet geloven dat het bij Terry's spullen lag. Hij had me nooit verteld dat hij het had.
18. Daarnaast heeft mijn zus Jo Lynn me verteld dat ze Terry kleren, bedlakens en gordijnen van Stevie's kamer zag wassen op een raar tijdstip ten tijde van de Moorden.
19. Er is nieuw bewijs ontdekt in 2007 dat ik me nu niet kan herinneren."

### Wangedrag van jury en -voorzitter (2008)
In de Verenigde Staten worden rechtszaken beslist door een jury, bestaande uit 6 tot 12 "gewone burgers" die het hele proces bijwonen en beslissen of er genoeg bewijs is om de verdachte(n) schuldig te bevinden. In juli 2008 werd bekend dat Kent Arnold, de voorzitter van de jury tijdens de rechtszaak tegen Echols en Baldwin, de zaak voorafgaande aan het proces had besproken met een advocaat. Arnold werd beschuldigd van het pleiten voor de veroordeling van de West Memphis Three en het delen van zijn kennis van ontoelaatbaar bewijs, zoals de verklaringen van Jessie Misskelley, met andere leden van de jury. Experts op het gebied van het recht zijn het erover eens dat dit zou hebben kunnen leiden tot een terugdraaiing van de veroordelingen van Jason Baldwin en Damien Echols.
In september 2008 legde advocaat (inmiddels rechter) Daniel Stidham, die voor Misskelley had gewerkt in 1994, een verklaring af tijdens een verhoor voor hoger beroep. Stidham verklaarde onder ede dat de rechter, David Burnett, een fout had begaan toen hij op een onjuiste manier met de jury communiceerde tijdens het beraad over het oordeel. Stidham hoorde Burnett met de voorzitter van de jury een lunchafspraak maken, waarop de voorzitter zei dat de jury bijna klaar was. Hij verklaarde dat Burnett zei "Je zult eten nodig hebben voor wanneer jullie terugkomen voor de veroordeling", en dat de voorzitter toen vroeg wat er zou gebeuren als de verdachten werden vrijgesproken. Stidham zei dat de rechter de deur toen dichtdeed zonder antwoord te geven. Hij verklaarde dat het zijn eigen fout was om dit incident niet te melden tijdens de rechtszaak en dat hij hiermee niet had voldaan aan de minimumeisen van de staat voor het verdedigen van een verdachte in een moordzaak. Dit was volgens hem bewijs voor een inadequate vertegenwoordiging en zou moeten leiden tot een opheffing van de straf van Misskelley.

### Verzoek tot nieuw proces (2007–2010)
Op 29 oktober 2007 vroegen de advocaten van Echols een nieuw proces aan, of een onmiddellijke vrijlating van hun cliënt. In de papieren werd gezegd dat Terry Hobbs (stiefvader van een van de slachtoffers) op de plaats delict was geweest en de verklaringen van Hobbs' ex-vrouw (moeder van het slachtoffer) werden ook genoemd. Daarnaast stond er in de papieren een verklaring van een expert dat de zogenaamde verwondingen aan de lichamen die met een mes zouden zijn gemaakt, waaronder die op Byers' genitaliën, in werkelijkheid het gevolg waren van wilde dieren die aan de lichamen hadden gezeten nadat ze waren gedumpt in de beek.
Op 10 september 2008 weigerde de rechter, David Burnett, het verzoek tot een nieuw proces, omdat hij vond dat de DNA-tests niet overtuigend waren. Tegen deze uitspraak werd in beroep gegaan bij het Hooggerechtshof van Arkansas, die de argumenten aanhoorde op 30 september 2010.

### Uitspraak van het Hooggerechtshof van Arkansas (2010)
Op 4 november 2010 beval het Hooggerechtshof van Arkansas een lagere rechter opnieuw te overwegen of het DNA-bewijs de drie mogelijk zou kunnen vrijspreken. Het lagere gerechtshof moest ook het wangedrag van de jury, die Echols, Misskelley en Baldwin had veroordeeld, onderzoeken.
In december 2010 werd David Burnett verkozen tot de senaat van Arkansas. Rechter David Laser verving David Burnett en werd voorzitter van het gerecht in het onderzoek.

### Strafvermindering en vrijlating (2011)
Na enkele weken van overleg werden Echols, Baldwin en Misskelley vrijgelaten op 19 augustus 2011. Dit was onderdeel van een pleidooi voor strafvermindering. Het is in de Verenigde Staten gebruikelijk om zaken buiten de rechtszaal te beslechten door middel van een deal, waarin de verdachte vaak een lagere straf krijgt als hij meteen schuld bekent. De drie voerden een uitzonderlijk Alford-pleidooi. Dit is een manier om schuldig te pleiten terwijl degene eigenlijk verklaart onschuldig te zijn. Dit pleidooi wordt gebruikt in zaken waar de beschuldigden zich realiseren dat het OM genoeg bewijs heeft om ze te veroordelen. Stephen Braga, die sinds 2009 pro bono werkte voor Echols, onderhandelde voor het pleidooi met het OM.
In de deal werd afgesproken dat de eerdere veroordelingen werden ingetrokken en dat er een nieuw proces moest plaatsvinden voor elke beschuldigde. Alle drie accepteerden het pleidooi voor strafvermindering en bekenden schuldig te zijn aan de moorden, hoewel ze technisch gezien volhielden onschuldig te zijn. De rechter veroordeelde de drie daarna tot evenveel tijd als ze al hadden gezeten; in totaal 18 jaar en 78 dagen. Ze kregen elk 10 jaar voorwaardelijk. Als ze opnieuw een misdrijf zouden plegen, konden ze voor 21 jaar naar de gevangenis worden gestuurd.
De openbaar aanklager Scott Ellington gaf een aantal redenen op waarom hij akkoord ging met de strafvermindering, waaronder: twee van de families hadden zich bij de beschuldigden gevoegd, de moeder van een van de getuigen tegen Echols had haar twijfels geuit over of haar dochter de waarheid sprak. Een afspraak binnen de deal was dat de drie de staat niet konden aanklagen voor onterecht gevangenschap en zo geen schadevergoeding konden vragen.
Veel supporters van de drie en tevens hun tegenstanders waren tegen de deal. In 2011 pushten de supporters van de drie de gouverneur van Arkansas, Mike Beebe, om Echols, Baldwin en Misskelley gratie te verlenen vanwege hun onschuld. Beebe zei dat hij dit zou weigeren totdat er nieuw bewijs was voor een andere dader. Openbaar aanklager Scott Ellington heeft gezegd dat de staat zal meewerken om nieuwe verdachten te zoeken met het DNA-materiaal dat was gevonden door de verdediging van de beschuldigden. Ze zouden het materiaal ook door de database van de FBI laten gaan. Ellington zei dat, hoewel hij ervan was overtuigd dat de drie schuldig waren, ze waarschijnlijk vrijgesproken zouden worden in een nieuw proces omdat ze nu een zeer sterk team van advocaten hadden, omdat er bewijs verloren was gegaan en omdat een aantal getuigen hun verklaringen hadden bijgesteld.

## Meningen van de families en politie
De families van de drie slachtoffers waren verdeeld in hun meningen over of de West Memphis Three schuldig waren of niet. In 2000 schreef de biologische vader van Christopher Byers, Rick Murray, dat hij twijfelde aan de veroordelingen op de website van de West Memphis Three. In 2007 uitte ook Pamela Hobbs, de moeder van slachtoffer Stevie Branch, kritiek op de veroordelingen. Ze riep op om de zaak opnieuw te onderzoeken. Eind 2007 gaf ook John Mark Byers – die zich eerder fel had uitgelaten tegen Echols, Misskelley en Baldwin – aan te geloven dat ze onschuldig waren. "Ik had gezegd dat als het ooit bewezen werd dat de drie onschuldig waren, ik de eerste zou zijn die voor hun vrijheid zou strijden," zei Byers. Hij zou ook "elke kans aangrijpen om te zeggen dat de West Memphis Three onschuldig waren en dat het bewijs dit ook bewijst". Byers heeft vaker met de media gesproken en gepleit voor rechtvaardigheid voor zowel de families van de slachtoffers als voor de drie onterecht beschuldigde mannen.
In 2010 beval rechter Brian S. Miller Terry Hobbs, de stiefvader van slachtoffer Stevie Branch, om $17.590 (zo'n €14.000) te betalen aan de zangeres van de band Dixie Chicks voor advocaatkosten ten gevolge van een aanklacht voor smaad die hij had ingediend tegen de band. Miller verwierp de aanklacht die Hobbs had ingediend vanwege uitspraken waarin de zangeres impliceerde dat hij zijn stiefzoon had vermoord. De rechter was van mening dat Hobbs er zelf voor had gekozen zich te mengen in de publieke discussie over of de veroordelingen terecht waren.
John E. Douglas, FBI-agent en profiler, heeft verklaard dat de moorden meer leken op de daad van één moordenaar die de slachtoffers wilde vernederen en straffen, dan van een drietal "onopgevoede" tieners. Douglas geloofde dat de dader een gewelddadige geschiedenis had en de slachtoffers en de regio goed kende. Hij verklaarde voor de verdediging van Echols ook dat er geen aanwijzingen voor waren dat de moorden een satanisch ritueel waren en dat de verwondingen die door een mes leken te zijn toegedaan konden worden verklaard doordat dieren post mortem aan de lichamen hadden gezeten. Hij zei dat de slachtoffers waren overleden aan een combinatie van geweld en verdrinking, in een misdaad ten gevolge van een persoonlijke oorzaak.

## Documentaires, publicaties en studies
Drie documentaires, Paradise Lost: The Child Murders at Robin Hood Hills, Paradise Lost 2: Revelations en Paradise Lost 3: Purgatory, geregisseerd door Joe Berlinger en Bruce Sinofsky hebben de zaak vastgelegd en zijn erg kritisch over het oordeel. Het was de eerste keer dat Metallica toestond hun muziek te laten gebruiken voor een film, waardoor de zaak extra aandacht kreeg.
Er zijn verschillende boeken geschreven over de Memphis Three, waaronder Blood of Innocents van Guy Reel, The Last Pentacle of the Sun: Writings in Support of the West Memphis Three van Brett Alexander Savory & M. W. Anderson en Devil's Knot van Mara Leveritt, die ook beweren dat de drie onschuldig zijn. In 2005 schreef Damien Echols zijn memoire, Almost Home, Vol 1, waarin hij zijn perspectief op de zaak beschrijft. Een biografie van John Mark Byers door Greg Day werd in mei 2012 uitgegeven.
In 2002 maakte Henry Rollins met de zangers van verschillende rock-, hiphop-, punk- en metalbands en leden van Black Flag en Rollins Band het album Rise Above: 24 Black Flag Songs to Benefit the West Memphis Three. Al het geld dat werd opgehaald met de verkopen van dit album werden gedoneerd aan de fondsen van de West Memphis Three voor de rechtszaken. Op het album Parade of Chaos (2002) van metalcoreband Zao stond een nummer dat geïnspireerd was door de drie, met de titel "Free The Three". Op 28 april 2011 bracht de band Disturbed een nummer, "3", uit als download op hun website. Het nummer ging over de Memphis Three en 100% van de opbrengsten werd overgemaakt aan het fonds voor hun vrijlating.
Een website van Martin David Hill, van ongeveer 160.000 woorden en met de bedoeling een "grondig onderzoek" te zijn, vergelijkt en bespreekt veel details rondom de moorden en het onderzoek.
Journalist Aphrodite Jones onderzocht de zaak voor haar programma True Crime With Aphrodite Jones dat wordt uitgezonden op Investigation Discovery. De aflevering werd uitgezonden op 5 mei 2011 en op de bijbehorende website werd een uitgebreide achtergrond van de zaak geplaatst. In augustus 2011 werd aangekondigd dat er een aflevering zou worden gemaakt over de West Memphis Three voor het programma Wrongfully Convicted.
In januari 2010, zond CBS-journaal 48 Hours "The Memphis 3" uit, een uitgebreid verslag van de zaak en interviews met Echols en supporters. Op 17 september 2011, zond 48 Hours een geüpdatete versie van het verslag uit, met extra interviews met Echols en zijn vrouw, en Baldwin. Piers Morgan Tonight zond in de aflevering van 29 september 2011 een verslag uit over de plannen voor de toekomst van de drie en over het voortdurende onderzoek in de zaak.
West of Memphis, geregisseerd en geschreven door Amy J. Berg en geproduceerd door Peter Jackson en Echols zelf, ging in première op het Sundance Film Festival in 2012. Acteur Johnny Depp, die al lang supporter was van de West Memphis Three en een vriend van Damien Echols, was bij de première op het Internationaal Filmfestival van Toronto in 2012.
Een dramatisering van de zaak, geregisseerd door Atom Egoyan en met de naam Devil's Knot, kwam in de Verenigde Staten uit op 9 mei 2014. Reese Witherspoon en Colin Firth spelen hierin de hoofdrol.

## Beschuldigden

### Jessie Misskelley
Jessie Misskelley Jr. (geboren op 10 juli 1975) werd gearresteerd op verdenking van de moorden op 5 mei 1993. Na een verhoor van 12 uur bekende Misskelley, die een IQ van 72 heeft, de moorden en zei hij dat Baldwin en Echols er ook bij betrokken waren. De bekentenis klopte echter niet met de feiten die bekend waren bij de politie, zoals de tijd van de moorden. Omdat zijn bekentenis niet tegen zijn medebeschuldigden kon worden gebruikt, kreeg Misskelley een aparte rechtszaak. Misskelley werd door een jury schuldig bevonden aan één keer moord in de eerste graad en twee keer moord in de tweede graad. Hij werd veroordeeld tot levenslang plus 40 jaar. Het beroep op zijn veroordeling werd door het Hooggerechtshof van Arkansas afgewezen.
Op 19 augustus 2011 voerde Misskelley samen met Baldwin en Echols een Alford-pleidooi. Rechter David Laser veroordeelde ze daarin tot 18 jaar en 78 dagen, de tijd die ze al in de gevangenis hadden gezeten en hief een voorwaardelijke straf van 10 jaar. Alle drie werden ze diezelfde dag vrijgelaten. Hij heeft zich sindsdien verloofd met zijn vriendin van de middelbare school en gaat naar school om automonteur te worden.

### Charles Jason Baldwin
Charles Jason Baldwin (geboren op 11 april 1977) voerde net als Misskelley en Echols een Alford-pleidooi op 19 augustus 2011. Baldwin accepteerde dat er genoeg bewijs was om hem schuldig te bevinden voor drie keer moord in de eerste graad hoewel hij zijn onschuld volhield. Baldwin was het aanvankelijk niet eens met dit pleidooi, aangezien hij geen schuld wilde bekennen aan iets wat hij niet gedaan had. Maar, zei hij, als hij de deal had geweigerd zou Echols in de dodencel blijven. "Dit was geen gerechtigheid," zei hij over de deal. "Maar ze proberen Damien te vermoorden." Sinds zijn vrijlating is hij verhuisd naar Seattle met vrienden en is hij een relatie begonnen met een vrouw met wie hij bevriend raakte terwijl hij in de gevangenis zat. Hij zegt rechten te willen gaan studeren om onterecht veroordeelde mensen te helpen hun onschuld te bewijzen. In een interview met Piers Morgan uit 2011 zei hij voor een aannemer te werken en dat hij bezig was auto te leren rijden.

### Damien Wayne Echols
Damien Wayne Echols (geboren als Michael Wayne Hutchison op 11 december 1974) zat in de dodencel, waar hij 23 uur per dag in een cel zat opgesloten in een streng beveiligde afdeling van Varner Unit, een gevangenis in Varner, Arkansas. Echols werd opgesloten in de gevangenis op 19 maart 1994.
Ook Echols voerde op 19 augustus 2011 het Alford-pleidooi om vrijgelaten te worden. Er was niet genoeg DNA-bewijs om Echols of de andere twee beschuldigden met het misdrijf in verband te brengen.
Hij trouwde in 1999 in de gevangenis met landschapsarchitecte Lorri Davis en verhuisde na zijn vrijlating naar New York. Echols is daarna verhuisd naar Salem in Massachusetts met zijn vrouw. In een interview met Piers Morgan heeft hij gezegd een carrière te willen hebben als schrijver en beeldend kunstenaar. Echols en zijn vrouw verhuisden later naar het New Yorkse stadsdeel Harlem. In 2017 keerde Echols voor het eerst terug naar Arkansas om, samen met zijn vriend Johnny Depp, zijn ongenoegen te uiten over de zeven executies in elf dagen die in de staat op het programma stonden.

#### Hoger beroep
Echols' psychische stabiliteit in de jaren voorafgaand aan de moorden en ten tijde van de rechtszaak werden door de verdediging aangehaald in het hoger beroep. Om een nieuw proces te krijgen, verklaarde Echols, inmiddels 27, niet competent genoeg te zijn om terecht te staan, vanwege een geschiedenis van psychische stoornissen. Het rapport voor het hoger beroep noemt een lange geschiedenis met problemen, waaronder een verwijzing van 5 mei 1992, een jaar voor de moorden, naar een psychische instelling vanwege mogelijke psychische problemen. Ziekenhuisrapporten van zijn behandeling in Little Rock 11 maanden voor de moord laten zien dat Echols automutileerde en tegen ziekenhuispersoneel had gezegd sterk te worden door het drinken van bloed, dat hij de geest van een vrouw die haar man had vermoord in zich had en dat hij hallucinaties had. Hij vertelde zijn behandelaars ook dat hij "de wereld ging beïnvloeden". Het team van advocaten zei dat hij dit ten tijde van de rechtszaak niet had aangegeven, omdat hij hier niet competent genoeg voor was. Een forensische psychiater uit Berkeley (Californië), dr. George Woods, werd door de verdediging ingeschakeld om hun zaak kracht bij te zetten.
De advocaten van Echols zeiden dat zijn conditie was verslechterd tijdens de rechtszaak, toen hij een "psychotische euforie ontwikkelde waardoor hij dacht dat hij in een superwezen zou veranderen" en dat hij naar een andere wereld zou worden getransporteerd. Zijn psychose domineerde al zijn percepties van wat er gebeurde in de rechtszaal volgens Woods. Het team van advocaten trok ook zijn psychische welzijn terwijl hij in afwachting was van de rechtszaak in twijfel.

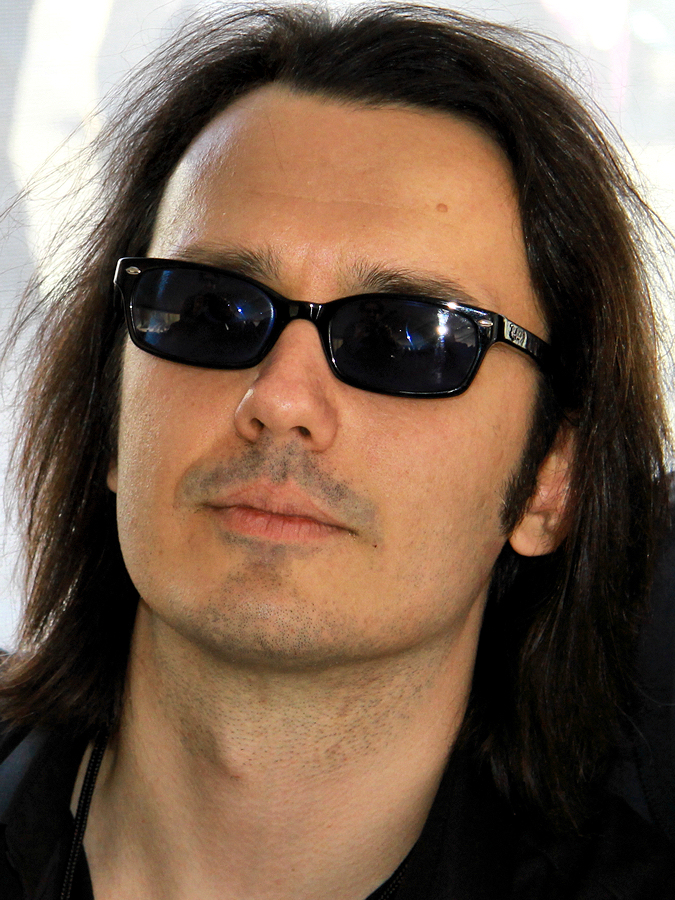
Damien Echols op het Boekfestival 2012 in Texas.

#### Verzoek tot nieuw proces
Terwijl hij in de gevangenis zat, schreef Echols brieven naar Gloria Shettles, een onderzoeker voor zijn advocatenteam. Echols wilde zijn veroordeling ongeldig laten verklaren vanwege wangedrag van de jury en de resultaten van een DNA-onderzoek die werden gepubliceerd op 17 juli 2007 en waarin werd geconcludeerd dat "geen van het genetisch materiaal dat is gevonden op de plaats delict behoort tot Mr Echols, Echols' medebeschuldigde, Jason Baldwin, of beschuldigde Jessie Misskelley […] Hoewel het meeste materiaal tot de slachtoffers van het misdrijf behoort, is er materiaal gevonden dat noch tot de slachtoffers, noch tot de beschuldigden behoort". Vanwege het verder gevorderde DNA-onderzoek werd de eerdere uitspraak in twijfel getrokken. Een verhoor voor deze petitie voor de dagvaarding van habeas corpus werd gehouden in een rechtszaal in Arkansas.

#### Vrijlating
Op 19 augustus 2011 sloot Echols een deal voor vervroegde vrijlating. Echols' veroordeling werd verlaagd naar drie keer moord in de eerste graad. Door de deal werd hun naam niet volledig gezuiverd; sommige veroordelingen bleven staan, hoewel de mannen technisch gezien onschuldig verklaarden te zijn. De advocaten die de mannen verdedigden hebben gezegd te blijven proberen om hun namen volledig te zuiveren.

##### Mediaprojecten
Echols publiceerde zelf zijn memoires, Almost Home: My Life Story Vol. 1 (2005), toen hij nog in de gevangenis zat. Na zijn vrijlating heeft hij aan verschillende mediaprojecten gewerkt.
Muziek
- Hij heeft meegeschreven aan de tekst voor "Army Reserve", op Pearl Jam's album met dezelfde naam (2006).[83]
- Echols en Graves hebben een album uitgebracht met de naam Illusions (oktober 2007).

Tekstvoordracht
- Het transcript van Echols' voordracht in The Moth is opgenomen in een compilatie van 50 verhalen uit de show, die werd uitgegeven in 2013.[84]

Geschriften
- Punkmuzikant Michale Graves, eerder lid van The Misfits, heeft muziek geschreven voor de gedichten van Echols.
- Echols' gedichten zijn verschenen in het tijdschrift Porcupine Literary Arts (Volume 8, Uitgave 2).
- Hij heeft non-fictie geschreven voor het Arkansas Literary Forum.[85]
- Sinds zijn vrijlating heeft hij een non-fictieboek geschreven over zijn jeugd en gevangenschap, Life After Death (2012).[86]
- Hij en Lorri Davis, een landschapsarchitecte uit New York, met wie hij begon te corresponderen toen hij in de gevangenis zat en met wie hij uiteindelijk trouwde schreven samen Yours for Eternity: A Love Story on Death Row (2014).[87]